# Venusia violettaria
Venusia violettaria là một loài bướm đêm trong họ Geometridae.